# Pan Winston

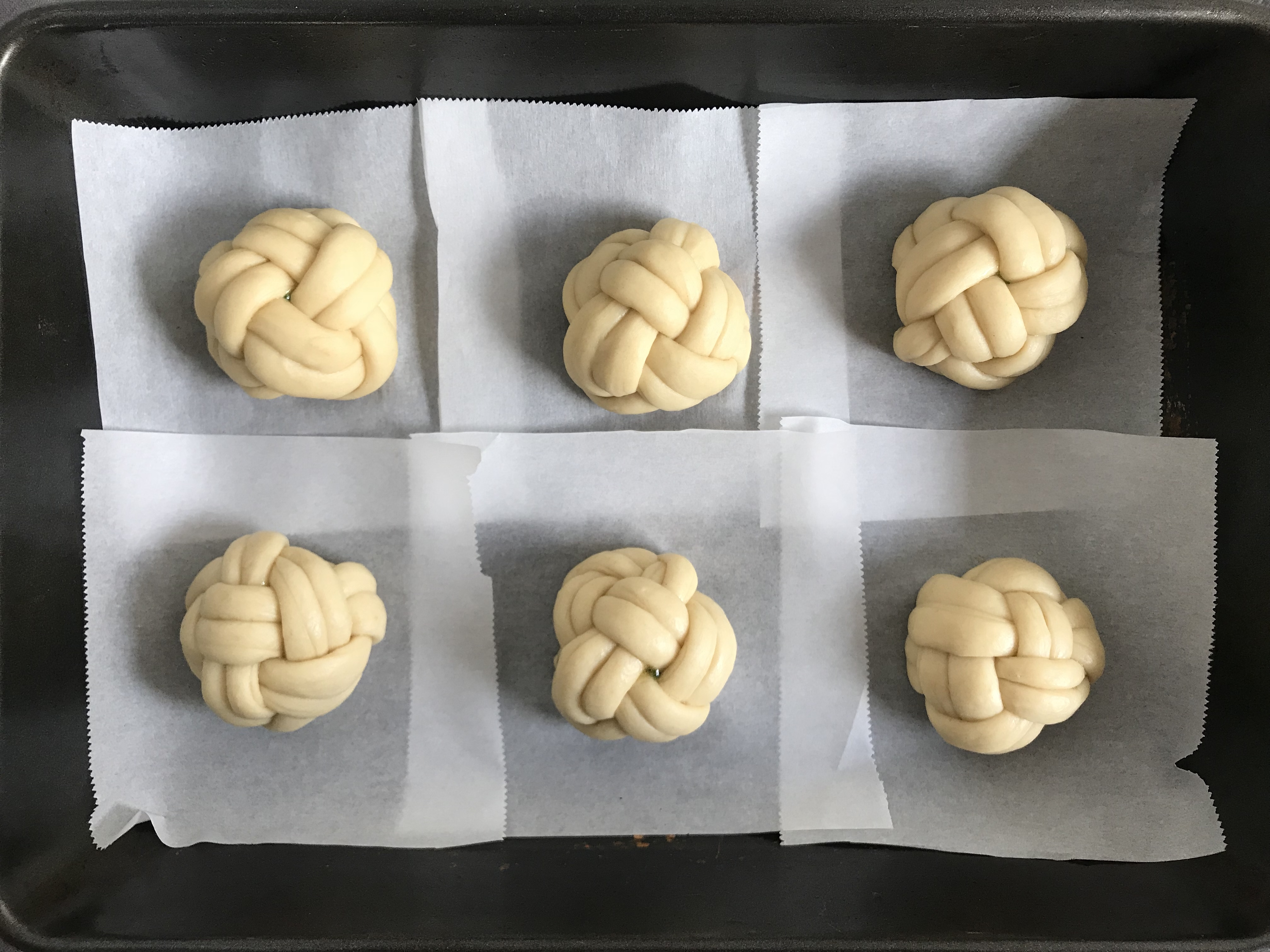
Masas reposando antes de ser horneadas

El pan Winston (en inglés, Winston knot) es un pan con una curiosa forma de nudo debido al trenzado que se le aplica durante el amasado. Para trenzar nudos, la masa debe ser elástica y maleable, por lo que casi siempre se trata de una masa enriquecida con mantequilla o margarina, huevos y leche. El nudo se forma con dos o tres tiras, y a su vez cada una de ellas se forma de dos o tres hebras.

## Preparación

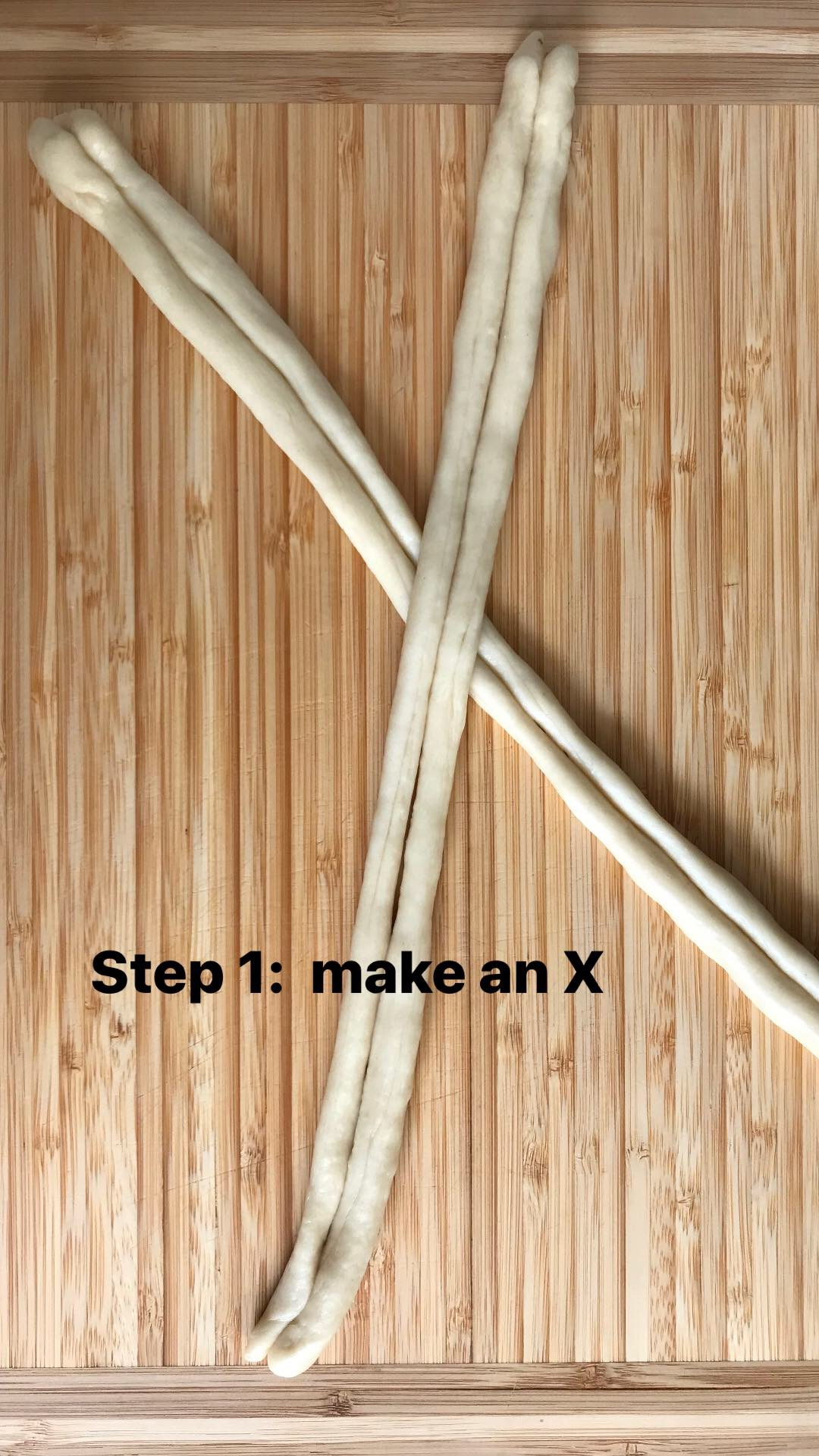
Paso 1: formar una X con dos tiras
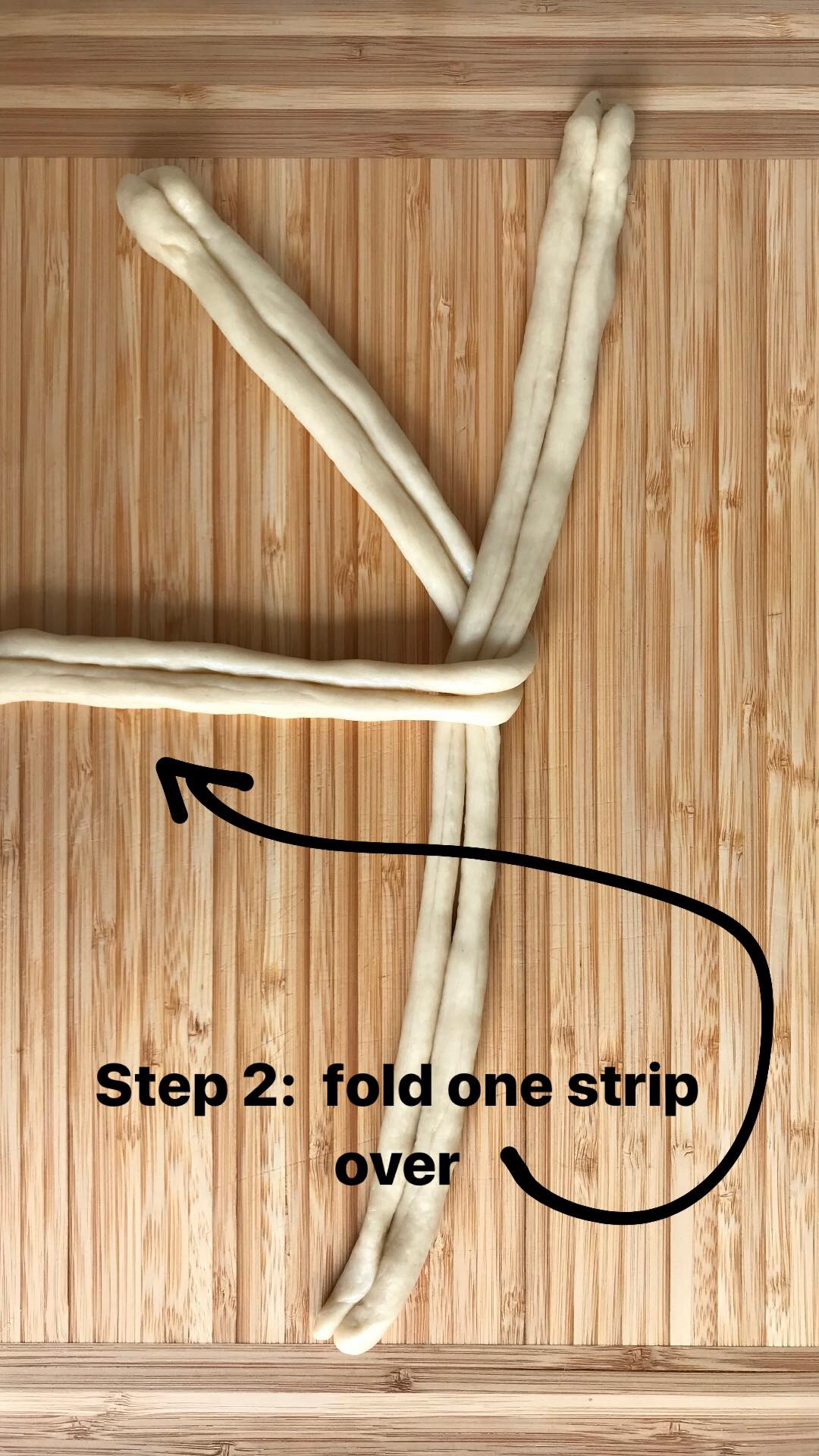
Paso 2: doblar una de las tiras
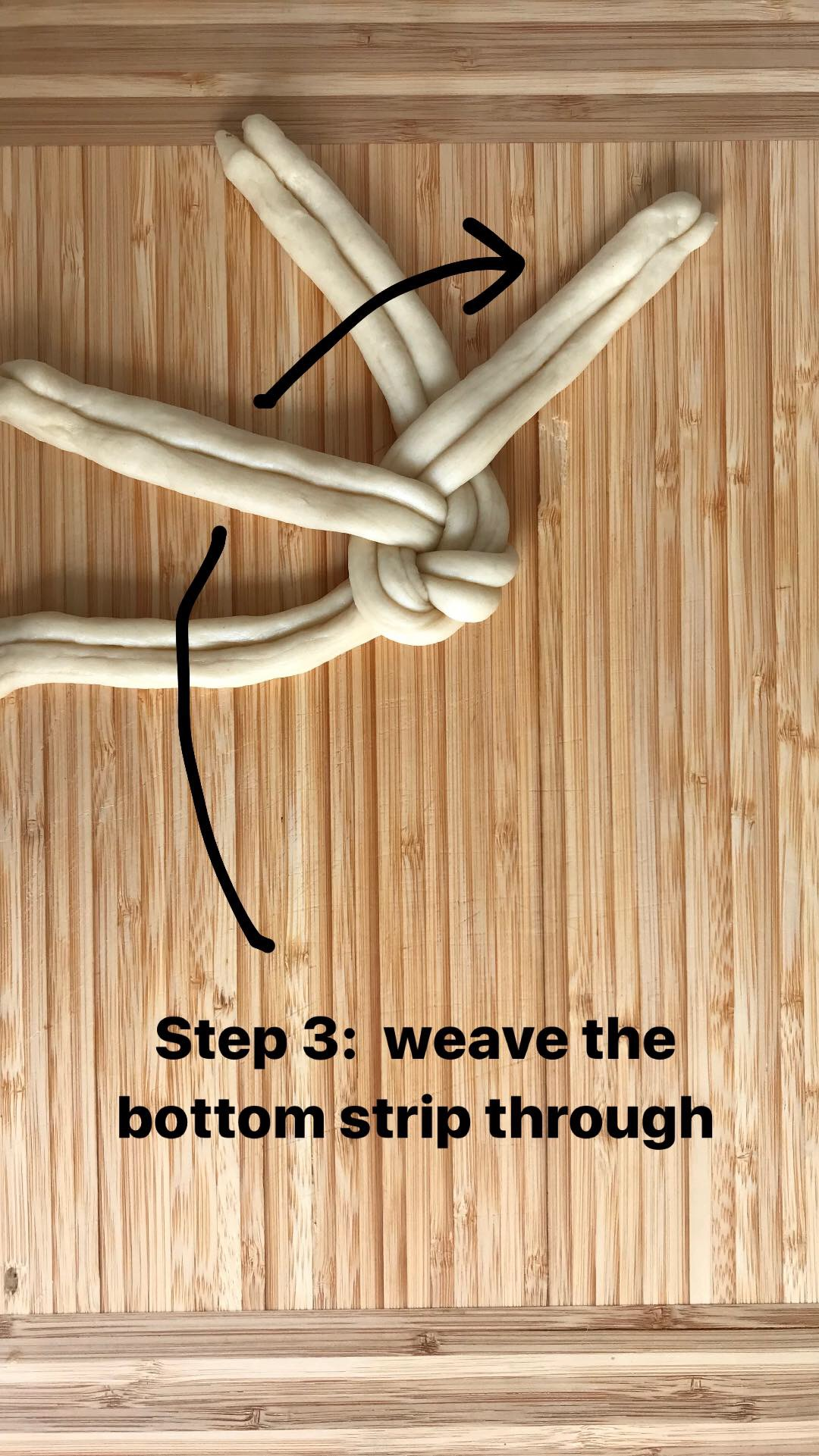
Paso 3: entrelazar la tira inferior
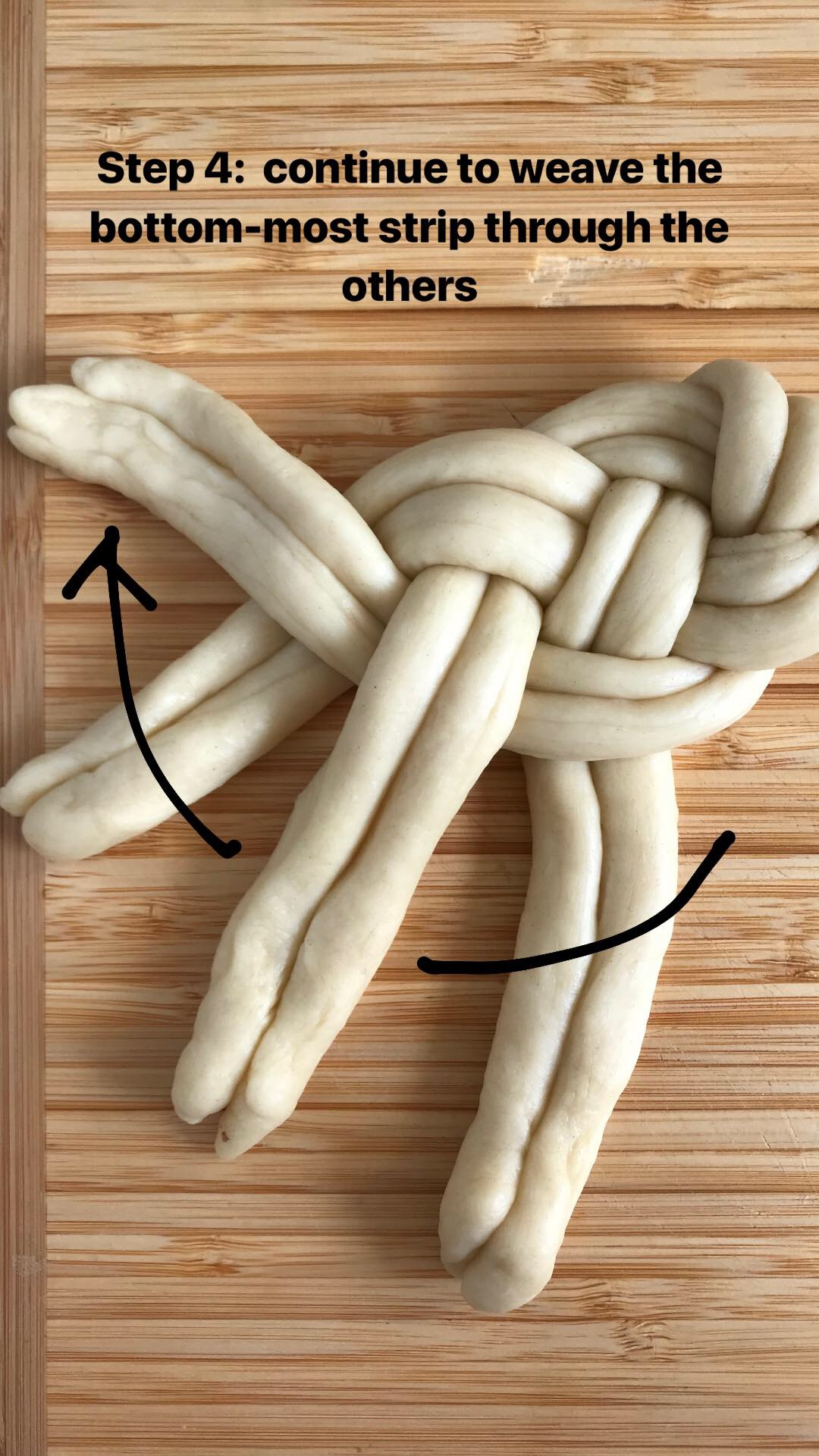
Paso 4: seguir entrelazando las tiras inferiores por las otras
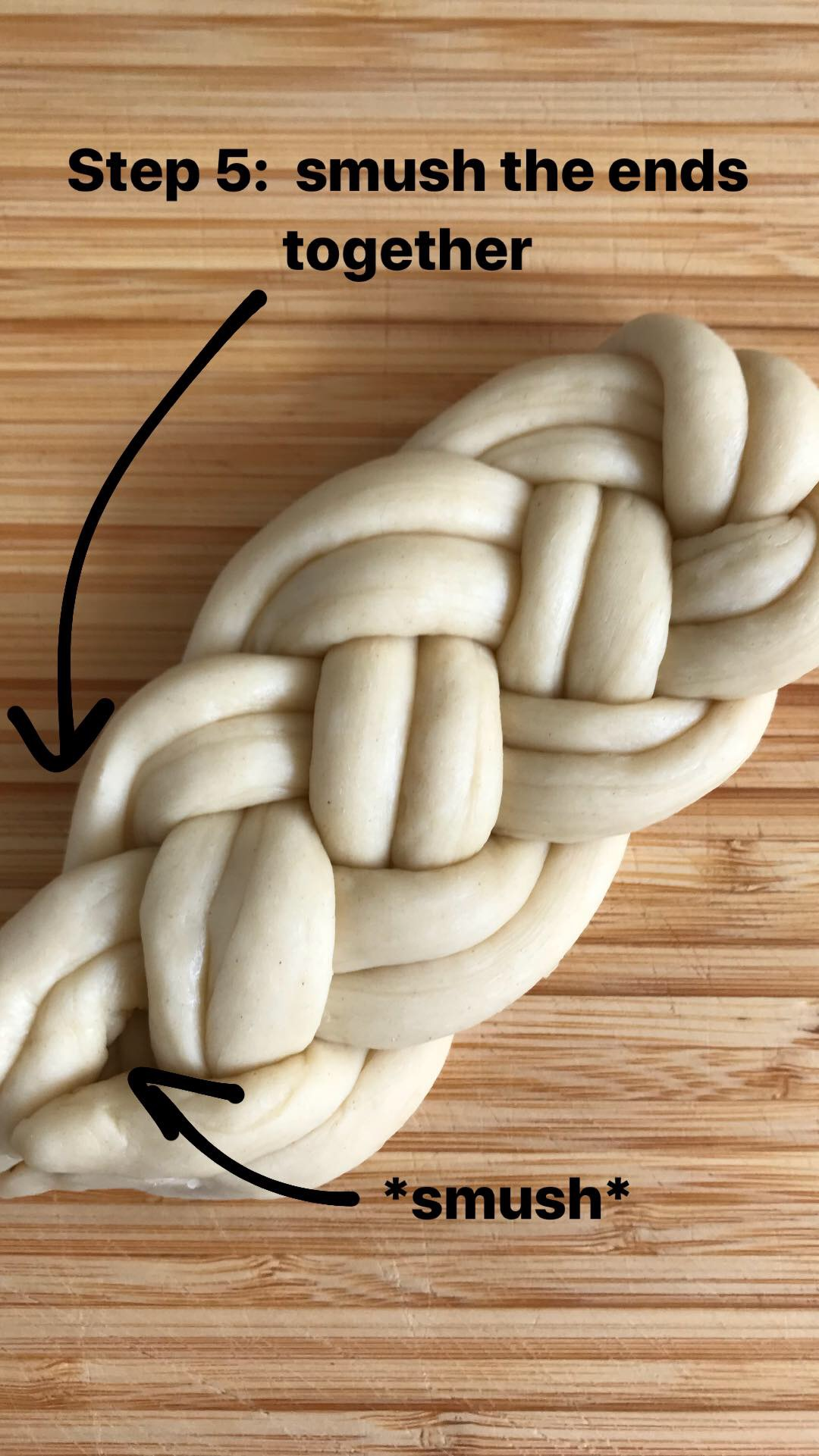
Paso 5: remachar los extremos juntos
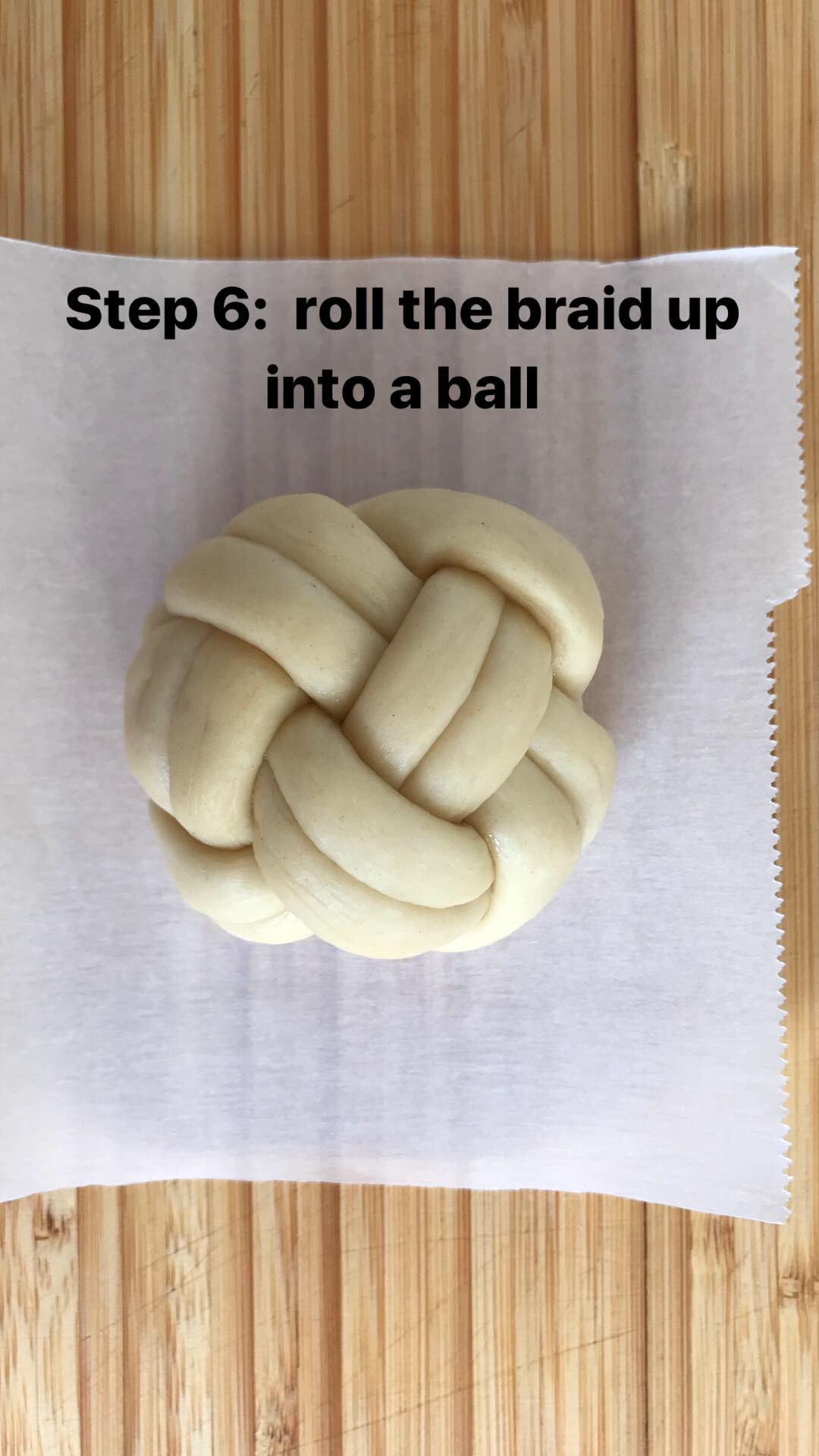
Paso 6: darle a la trenza forma de bola